# Jack White (baloncestista)
Jackson Thomas "Jack" White (Traralgon, Victoria, 5 de agosto de 1997) es un baloncestista australiano que pertenece a la plantilla del Bayern de Múnich de la Basketball Bundesliga. Con 1,98 metros de estatura, juega en la posición de alero.

## Trayectoria deportiva

### Inicios
Nacido en Traralgon, jugó al baloncesto en el instituto de Canberra, donde fue recrutado por varios equipos de la NCAA Division I. 
En 2016, jugó brevemente con los Cairns Taipans de la National Basketball League (NBL).

### Universidad
Ese verano decidió marcharse a Estados Unidos, donde jugó para los Blue Devils de la Universidad de Duke durante cuatro temporadas, las dos últimas como capitán del equipo.
En su temporada júnior, promedió 20,5 minutos por partido saliendo desde el banquillo, en un equipo que contaba con tres de los jugadores más destacados de 2018: Zion Williamson, RJ Barrett, y Cam Reddish. Como sénior promedió 3,1 puntos y 2,9 rebotes por partido, siendo elegido ACC All-Academic.

#### Estadísticas
| Año     | Equipo | PJ  | PT | MPP  | %TC  | %3P  | %TL   | RPP | APP | ROB | TPP | PPP |
| ------- | ------ | --- | -- | ---- | ---- | ---- | ----- | --- | --- | --- | --- | --- |
| 2016–17 | Duke   | 10  | 0  | 6.1  | .667 | .500 | .800  | 1.3 | .1  | .1  | .2  | 2.1 |
| 2017–18 | Duke   | 28  | 0  | 5.7  | .409 | .167 | 1.000 | 1.5 | .3  | .3  | .2  | .8  |
| 2018–19 | Duke   | 35  | 3  | 20.5 | .359 | .278 | .852  | 4.7 | .7  | .6  | 1.1 | 4.1 |
| 2019–20 | Duke   | 30  | 7  | 15.6 | .388 | .327 | .722  | 2.9 | .8  | .7  | .7  | 3.1 |
| Total   | Total  | 103 | 10 | 13.6 | .384 | .288 | .807  | 3.0 | .6  | .5  | .7  | 2.7 |

### Profesional
El 15 de julio de 2020, tras no ser elegido en el draft de 2020, regresó a Australia y firmó un contrato por tres temporadas con los Melbourne United de la NBL.
En julio de 2022, se une a los Denver Nuggets para disputar la NBA Summer League. El 19 de julio firma un contrato dual con los Nuggets, que le permite jugar con el filial de la G League, los Grand Rapids Gold.
A pesar de estar asignado al filial, el 12 de junio de 2023 se proclama campeón de la NBA por primera vez en su carrera tras vencer a Miami Heat en la final de la NBA.
En julio de 2023 firma con Oklahoma City Thunder, pero fue cortado antes del comienzo de la temporada. En octubre fue elegido número uno en el Draft de la NBA G League por los Texas Legends. El 19 de abril de 2024 firma un contrato de 10 días con Memphis Grizzlies, para finalizar la temporada.
El 15 de mayo de 2024 firmó un contrato por dos temporadas con Melbourne United, regresando a la franquicia dos años después.
El 1 de abril de 2025 firmó con el Bayern Munich de la Basketball Bundesliga para el resto de la temporada 2024-25.

## Selección nacional
Ha jugado en las categorías júniors de la selección australiana, ganando la medalla de plata en el Mundial Sub-17 celebrado en Dubái en 2014. Al año siguiente, en el Mundial Sub-19 de Heraklion, promedió 8,3 puntos y 3,9 rebotes por encuentro. Ya en 2019, ayudó a su equipo a conseguir la medalla de bronce en las Universiadas disputadas en Italia.
Debutó con la selección absoluta australiana en los encuentros de clasificación para el mundial 2023 (ventanas), celebrados entre febrero y julio de 2022, donde promedió 10 puntos y 7,3 rebotes por encuentro, incluyendo un partido de 16 puntos y 14 rebotes ante China.
Durante agosto y septiembre de 2023 fue integrante de la selección de Australia que participó en el Mundial de 2023 celebrado en Asia, y que finalizó en décimo lugar.

## Estadísticas de su carrera en la NBA
|  | Denota temporadas en las que fue Campeón de la NBA |

### Temporada regular
| Año     | Equipo  | PJ | PT | MPP  | %TC  | %3P  | %TL  | RPP | APP | ROB | TPP | PPP |
| ------- | ------- | -- | -- | ---- | ---- | ---- | ---- | --- | --- | --- | --- | --- |
| 2022-23 | Denver  | 17 | 0  | 3.9  | .421 | .333 | .667 | 1.0 | .2  | .2  | .1  | 1.2 |
| 2023-24 | Memphis | 4  | 0  | 15.9 | .125 | .200 | —    | 3.0 | .3  | 1.0 | .3  | 1.5 |
| Total   | Total   | 21 | 0  | 6.2  | .286 | .263 | .667 | 1.4 | .2  | .3  | .1  | 1.3 |